# Billy Gilbert
Billy Gilbert (ur. 12 września 1894, zm. 23 września 1971) – amerykański aktor filmowy i komik.

## Filmografia
- 1932: The Music Box jako profesor Theodore von Schwarzenhoffen (niewymieniony w czołówce)
- 1933: Synowie pustyni jako pan Rutledge (głos, niewymieniony w czołówce)
- 1935: Noc w operze jako członek orkiestry (niewymieniony w czołówce)
- 1937: Gdy kwitną bzy jako pijak (niewymieniony w czołówce)
- 1937: Bohaterowie morza jako steward (niewymieniony w czołówce)
- 1937: Broadway Melody of 1938 jako George Papaloopas
- 1937: Ich stu i ona jedna jako właściciel garażu
- 1937: Królewna Śnieżka i siedmiu krasnoludków jako Apsik (głos)
- 1938: Army Girl jako Cantina Pete
- 1938: Army Girl jako pan Gilbert
- 1939: Łowca talentów jako hutnik
- 1939: Destry znowu w siodle jako Loupgerou
- 1940: Dziewczyna Piętaszek jako Joe Pettibone
- 1940: Dyktator jako Herring
- 1940: Siedmiu grzeszników jako Tony
- 1945: Podnieść kotwicę jako kierownik kawiarni
- 1947: Figle i androny jako olbrzym Willie (głos, Miki i Czarodziejska Fasola)

## Wyróżnienia
Posiada gwiazdę na Hollywoodzkiej Alei Gwiazd.